# Glen Campbell
Glen Travis Campbell (Billstown, 22 aprile 1936 – Nashville, 8 agosto 2017) è stato un cantante, polistrumentista, paroliere e attore statunitense, in attività dalla fine degli anni cinquanta (inizialmente come componente del gruppo The Champs e poi come solista) si dedicò a vari generi, quali il country, il rock e il folk.

## Biografia
In circa 50 anni di attività, ha pubblicato una sessantina di album (raccolte escluse) e oltre un centinaio di singoli. Tra le sue canzoni più famose: Galveston, Gentle on My Mind, By the Time I Get to Phoenix, Wichita Lineman, una versione di Bang Bang del 1969 in coppia con Cher, Southern Nights e Rhinestone Cowboy che nel 1975 arriva prima nella Billboard Hot 100 per due settimane in Canada e Irlanda, seconda in Nuova Zelanda, terza nei Paesi Bassi, quarta nella UK Singles Chart e quinta in Australia. Nel 2005 è stato inserito nel Country Music Hall of Fame.
Nel 2011 gli è stata diagnosticata la malattia di Alzheimer; l'artista ha quindi inciso I'm Not Gonna Miss You, una canzone ispirata alla sua patologia, accompagnata da un video che ripercorre i momenti salienti della sua vita artistica e privata. Muore sei anni dopo, la mattina dell'8 agosto 2017.

## Discografia parziale

### Album
- Big Bluegrass Special (1962)
- Gentle on My Mind (1967)
- Hey little One (1968)
- By the Time I Get to Phoenix (1968)
- A new Place in the Sun (1968)
- Bobby Gentry and Glen Campbell (con Bobby Gentry 1968)
- Wichita Lineman, con Hal Blaine (1968) - prima posizione nella Billboard 200 per cinque settimane
- Galveston (1969)
- Glen Campbell - Live (1969)
- This Is Glen Campell (1969) (Ember Records)
- Try a little Kindness (1970)
- Oh Happy Day (1970)
- The Glen Campbell Goodtime Album (1970)
- Glen Campbell's Greatest Hits (1971)
- The Last Time I Saw Her (1971)
- Anne Murray/Glen Campbell (con Anne Murray 1971)
- Christmas with Glen Campbell (1971)
- Glen Travis Campbell (1972)
- I Knew Jesus (Before He Was a Star) (1973)
- Reunion (1974)
- Rhinestone Cowboy (1975)
- Bloodline (1976)
- 20 Golden Greats (UK-Compilation 1976)
- The Best of Glen Campbell (US-Compilation 1976)
- Southern Nights (1977)
- Live at the Royal Festival Hall (1978)
- Basic (1978)
- It's the World gone crazy (1981)
- Old Home Town (1982)
- Letter to Home (1984)
- Just a Matter of Time (1985)
- No more Night (1987)
- Still within' the Sound of my Voice (1988)
- Light Years (1988)
- Home for Christmas (1988)
- Walkin' in the Sun (1990)
- Unconditional Love (1991)
- Somebody like that (1993)
- The boy in me (1994)
- In Concert (2001) (con The South Dakota Symphony)
- 24 Songs of Faith, Hope & Love (2003)
- Meet Glen Campbell (2008)
- Ghost on the canvas (2011)
- See you there (2013)

### Singoli
- Turn around, look at me (1961)
- Too late to worry - Too blue to cry (1962)
- The Universal Soldier (1965)
- Burning Bridges (1966)
- Gentle on My Mind (1967)
- By the Time I get to Phoenix (1967)
- Hey little One (1968)
- I wanna live (1968)
- Dreams of the Everyday Housewife (1968)
- Mornin' Glory (Duett con Bobby Gentry, 1968)
- Wichita Lineman (1968) - prima posizione in Canada per quattro settimane, terza nella Billboard Hot 100, settima nel Regno Unito e decima in Nuova Zelanda
- Let It Be Me (Duetto con Bobby Gentry, 1969)
- Galveston (1969)
- Where's the Playground, Susie (1969)
- True Grit (1969)
- Try a little Kindness (1969)
- All I have to do is dream (1970)
- Oh happy Day (1970)
- Honey come back (1970)
- Everything A Man could ever need (1970)
- It's only make believe (1970)
- Dream Baby (1971)
- The last Time I saw her (1971)
- I say a little Prayer/By the Time I get to Phoenix (Duetto con Anne Murray, 1971)
- I will never pass this Way again (1972)
- One last Time (1972)
- I Knew Jesus (Before He was a Star) (1973)
- Houston (I'm comin' to see you) (1974)
- Rhinestone Cowboy (1975)
- Country Boy (You got your Feet in LA) (1975)
- Don't pull your Love/Then you can tell me (1976)
- Southern Nights (1977)
- Sunflower (1977)
- You can fool (1978)
- Somethin' 'bout you Baby I like (Duetto con Rita Coolidge, 1980)
- I don't want to know your Name (1981)
- I love my Truck (1981)
- I'm Not Gonna Miss You (2014)

## Filmografia
- L'ultimo tentativo (Baby the Rain Must Fall), regia di Robert Mulligan (1965)
- F.B.I. (The F.B.I.) - serie TV, 1 episodio (1967)
- The Cool Ones, regia di Gene Nelson (1967)
- Il Grinta (True Grit), regia di Henry Hathaway (1969)
- Norwood, regia di Jack Haley Jr. (1970)
- Strange Homecoming - film TV (1974)
- Christmas in Disneyland - film TV (1976)
- Harrah's Glen Campbell with Tanya Tucker, video, regia di Marty Callner (1980)
- Fai come ti pare (Any Which Way You Can), regia di Buddy Van Horn (1980)
- Uphill All the Way, regia di Frank Q. Dobbs (1986)
- Eddy e la banda del sole luminoso (Rock-A-Doodle), solo voce, regia di Don Bluth, Gary Goldman e Dan Kuenster (1991)
- Players - serie TV, 1 episodio (1997)

## Doppiatori italiani
Nelle versioni in italiano dei suoi lavori, Glen Campbell è stato doppiato da:
- Giancarlo Maestri ne Il Grinta

Da doppiatore è sostituito da:
- Michele Gammino e Bobby Solo in Eddy e la banda del sole luminoso